# Faculdade de Medicina de Barbacena
A Faculdade de Medicina de Barbacena (FUNJOB) é uma das escolas médicas de Minas Gerais, criada em 1971, quando ocorreu seu primeiro Concurso Vestibular e reconhecida por um decreto federal em 11 de Novembro de 1976. É uma escola tradicional em que já se passaram professores famosos, como o patologista Luigi Bogliolo e o anatomista Fatini. Está entre umas das melhores faculdades de medicina do Estado. A faculdade fica na cidade de Barbacena, um dos municípios de Minas Gerais. 